# 世茂天际中心
30°00′26″N 120°35′58″E / 30.00715°N 120.59932°E
世茂天际中心位于绍兴市越城区，高288米，是绍兴最高建筑，有“浙北第一高楼”的称号。

## 简介
世茂天际中心位于迪荡新城胜利东路延伸段，梅龙湖以西，呈半岛状伸向湖面。占地面积2万平米，建筑由地下2层、地上60层以及5层裙房组成，总建筑面积142765平米。
中心分为4个部分，其中6-15层为商务写字楼，20-41层为洲际酒店——绍兴世茂皇冠假日酒店，38-50层为公寓式酒店，51-53层为大型餐饮与会所。
2009年3月开始施工，预计2013年6月完工。